# 家庭 (映画)
『家庭』（かてい、フランス語: Domicile conjugal）は、フランソワ・トリュフォーの監督による、1970年のフランスの長編映画である。「アントワーヌ・ドワネルの冒険」4作目。前作『夜霧の恋人たち』の完成試写会で挨拶に立ったアンリ・ラングロワが「次はこの恋人たちを結婚させるべきだ」と言ったことを受けて作られた。

## キャスト
- アントワーヌ・ドワネル：ジャン＝ピエール・レオ
- クリスチーヌ・ダルボン：クロード・ジャド
- ダルボン夫人：クレール・デュアメル
- ダルボン氏：ダニエル・セカルディ
- キョーコ・ヤマダ：松本弘子
- “絞殺魔”：クロード・ヴェガ
- 借金男：ジャック・ロビオール

## 解説
- 子どもが産まれた日にアントワーヌがレストランで一人で食事をするシーンのとき、隣のテーブルに座っている女性は後に『映画術 ヒッチコック/トリュフォー』でヒッチコックとトリュフォーの同時通訳をしたヘレン・スコットで、クロード・ジャドは『夜霧の恋人たち』の後、スコットの推薦でヒッチコックの『トパーズ』に出演している[1]。
- その後アントワーヌが電話したジャン・ユスターシュは実在の映画監督。実際にジャン＝ピエール・レオとは遊び仲間だった[要出典]。
- キョーコのモデルは「アンナ・カリーナ主演のゴダールの『メイド・イン・USA』でドリス・溝口（溝口健二とドリス・デイへのオマージュキャラ）役の小坂恭子である[2]。不倫の相手を日本人女性にしたのは『柔らかい肌』のような古典的なパターンにしたくなかったからで、女性が「そのエキゾチックな魅力で極端に理想化された存在であること」「コミュニケーションの不可能と落差によって、失望と落胆に見舞われるという点では日本女性が最も適しているように思えた」からだという。キョーコが日本語で書き残したメモの言葉「勝手にしやがれ」は無論ジャン＝リュック・ゴダール監督の『勝手にしやがれ』（原題は「息切れ」の意）の邦題をもじったものであるが、トリュフォーによれば「特に意味のないダジャレ」である[1]。
- ジャック・タチの『ぼくの伯父さんの休暇』ではユロ氏（タチが演じる）という不滅のキャラクターを生み出すのだが、トリュフォーはユロ氏が大好きで、メトロのプラットフォームの場面で一瞬、ユロ氏を登場させている。実際にはタチが映画で使っていた代役の一人を出演させた。オマージュということもあるが、タチが『プレイタイム』を撮った後、あるインタビューでユロ氏をどこでも見かけるというので、「よし、ではわたしの映画でお目にかかれるようにしてみせようと思ったわけです（笑）」[1]。
- “絞殺魔”がデルフィーヌ・セイリグの声真似で演じるのはアラン・レネ監督『去年マリエンバートで』と前作『夜霧の恋人たち』の名場面。